# Evangelische Pfarrkirche Markt Allhau

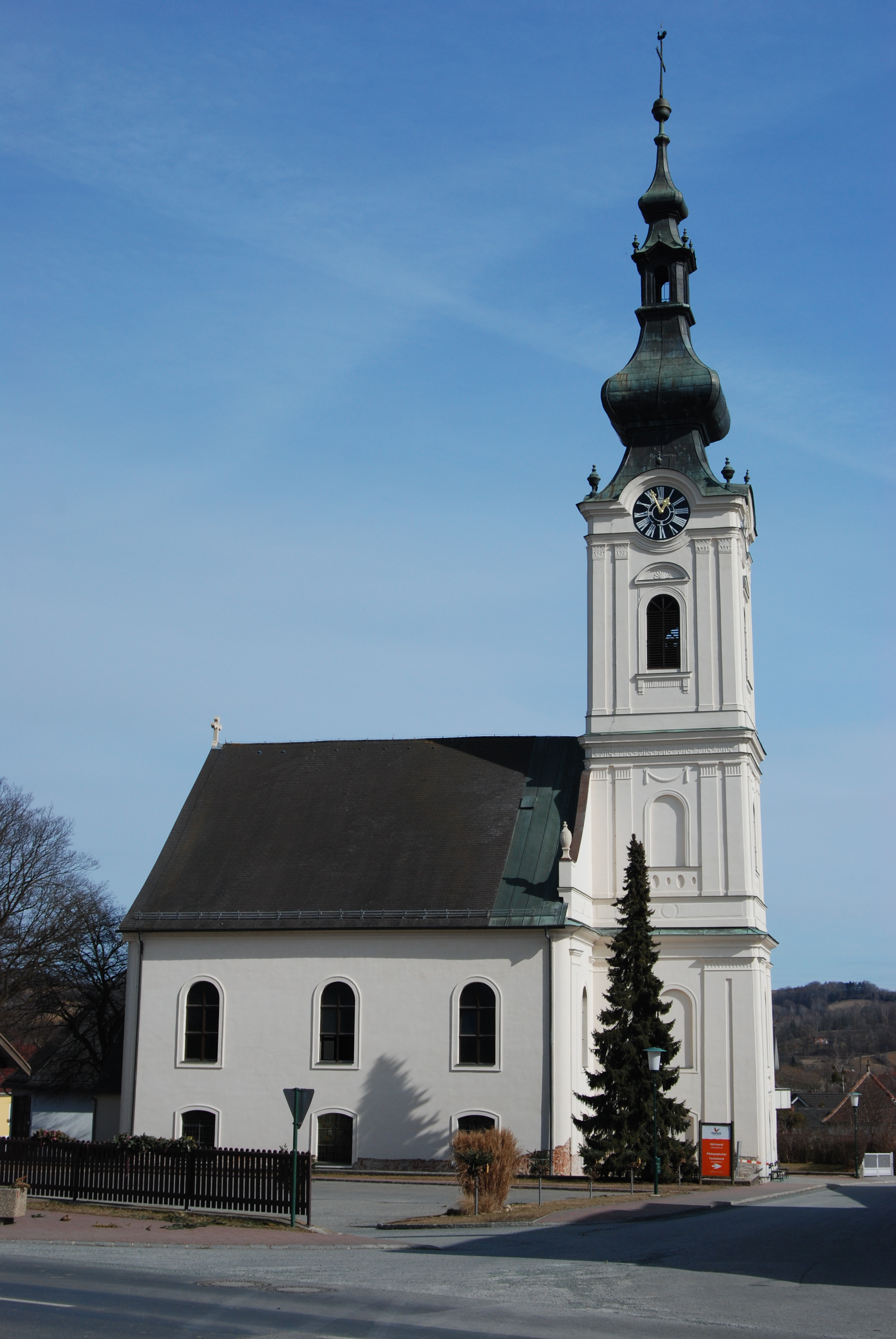
Evangelische Pfarrkirche in Markt Allhau

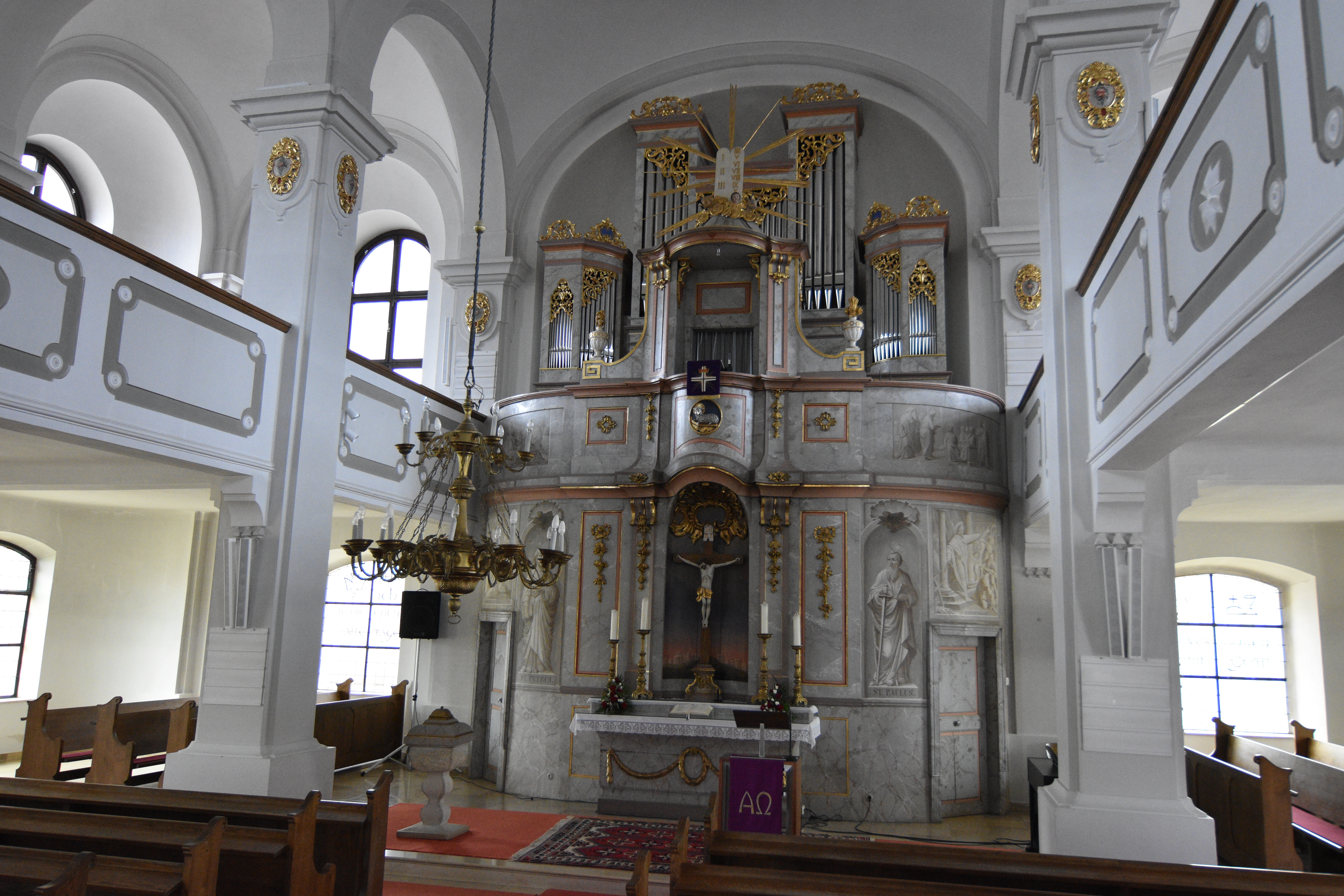
Der Altarraum

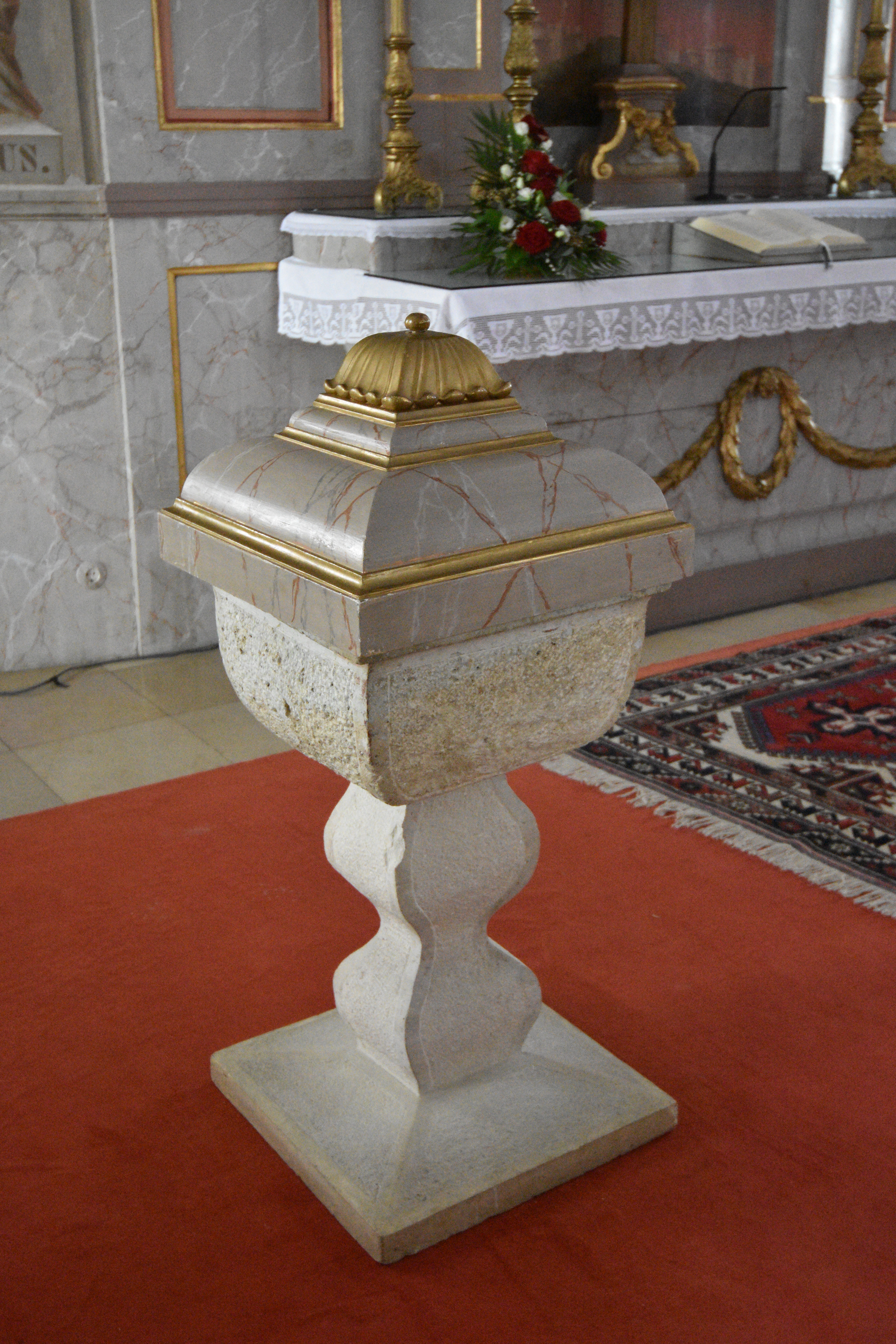
Der Taufstein von 1830

Die evangelisch-lutherische Pfarrkirche Markt Allhau A. B. steht in der Marktgemeinde Markt Allhau im Bezirk Oberwart im Burgenland. Die Kirche gehört zur Superintendentur A. B. Burgenland und steht unter Denkmalschutz.

## Geschichte
Das Toleranzbethaus wurde von 1784 bis 1786 erbaut. 1832/1833 wurde der Südturm angebaut.

## Bauwerk
Das Bethaus ist ein hoher klassizistischer Bau mit quadratischem Grundriss (circa 20 mal 20 Meter). Der Turm an südlichen Giebelfront trägt einen hohen Zwiebelhelm.
Der platzgewölbte Gesamtkirchenraum wird durch eine dreiseitige Empore auf vier mittigen Säulen mit vier teils in den Umfassungsmauer liegenden Emporentreppen horizontal geteilt.

## Ausstattung
Der Kanzelaltar an der Nordseite stammt aus dem Jahr 1795. Ein Taufstein aus Marmor ist aus 1830.